# 真核延伸因子1
真核延伸因子1（英文：eukaryotic elongation factor-1，简称“EEF-1”）是参与真核翻译的真核延伸因子之一。EEF-1的化学本质是蛋白质，其α亚基对应原核延伸因子中的EF-Tu，而β和γ亚基则对应原核延伸因子中的EF-Ts。
编码EEF-1的基因包括：
- EEF1A1、EEF1A2及EEF1A3
- EEF1B1、EEF1B2、EEF1B3及EEF1B4
- EEF1D、EEF1E1及EEF1G

多种绿藻、红藻、金藻及真菌的基因组中不含有EF-1α基因，但含有一种称为相关的、称为“延伸因子样”（英文：elongation factor-like，简称“EFL”）的基因。该相关基因虽然未被深入研究，但研究人员已知道它能表达出形态上与EF-1α相似的蛋白质。现已知只有两种生物的基因组中兼具EF-1α及EFL基因：蛙粪霉菌（Basidiobolus，一种真菌）和海链藻（Thalassiosira，一种硅藻）。EFL基因的进化过程仍不明晰。它可能在某些生物丢失EFL或EF-1α后又重新出现过。该基因在三种真核生物（真菌、金藻与泛植物）中的表达可能是一次或多次水平基因转移的结果。